# John Antoine Nau
John Antoine Nau (19. november 1860 i San Francisco – 17. marts 1918 i Tréboul) var en fransk forfatter, der i 1903 fik Goncourtprisen for romanen Force ennemie.